# Чандрагупта
Чандрагупта Маурия, в гръцка транскрипция Сандрокот (на хинди: चन्द्रगुप्त मौर्य), управлявал в периода 318 – 298 пр.н.е., е основател на империята Маурия и първият император, обединил Индия в една държава. В края на неговото управление, когато се оттегля в полза на своя син Биндусара, границите на империята се простират от Бенгал и Асам на изток до Афганистан, Белуджистан и Иран на запад до Кашмир на север и до платото Декан на юг.

## Живот
Чандрагупта Маурия е ключова фигура в историята на Индия. За събитията по време на негово управление има данни в индийски, цейлонски, гръцки даже римски източници.
Произходът на Чандрагупта не е ясен. Според едни е кшатрий, а според други е незаконен син на последния цар от династията Нанда. Вероятно е издигнат в резултат на въстание.
През 318 г. пр.н.е. индийските племена въстават срещу македонските гарнизони, оставени след напускането на Александър Македонски. Начело на племената застава Чандрагупта. Завзема цяла Северна Индия и образува голяма държава.
След смъртта на Александър Македонски, един от диадохите му, Селевк I Никатор, се позиционира в Сирия и през 305 г. пр.н.е. прави неуспешен опит да завземе Северна Индия. Освен че не успява да завоюва нови територии Селевк е принуден да отстъпи и част от своите – Ария, Арахозия, част от Кедрозия.